# BCS National Championship Game
Pour les articles homonymes, voir BCS.
Le BCS National Championship Game est un match d'après-saison régulière de football américain de niveau universitaire qui a pour but de désigner le champion de la saison.
Il a mis en présence les deux premières équipes classées au BCS Poll, classement établi au terme de la saison régulière.
À partir de la saison 2015, un système de playoffs est instauré entre les quatre meilleures équipes de la saison régulière pour désigner le champion national universitaire (College Football Championship Game).

## Historique
La désignation du champion universitaire de football américain a longtemps été le rôle de la presse (Polls : AP, CNN, ESPN, etc.). Chaque institution de presse était libre, selon ses critères, de créditer du titre de champion (officieux) une formation. Ainsi, il n'était pas rare d'avoir plusieurs formations se réclamant "champions" lors d'une même saison (voir Palmarès), les divers Polls ne s'accordant pas sur le nom d'un champion.
Pour remédier à ce problème, au début des années 1990, la Bowl Coalition est mise en place entre 1992–1994, puis la Bowl Alliance entre 1995–1997. Mais ce titre n'est pas décerné par la NCAA, et exclu de facto plusieurs formations universitaires de façon unilatérale.
La NCAA décide de faire un premier pas vers un titre officiel de champion national. À partir de 1998, elle met en place le Bowl Championship Series, mais fidèles aux habitudes prises depuis 1869, les Polls ne cessent pas leurs classements. Ils furent même en partie intégrés au mode de sélection des finalistes. Ainsi, les débats sur les véritables champions restent toujours sujets à des polémiques.
Une nouvelle fois, la NCAA tente de mettre en place à l'occasion de la saison 2006 une finale nationale en dehors des bowls classiques en espérant que le champion de cette finale fera l'unanimité. Malgré ce processus, les Polls poursuivent comme toujours, leurs activités de classement. La finale est appelée le BCS National Championship Game, se tenant dans l'un des quatre stades (Rose Bowl, Sun Life Stadium, Louisiana Superdome, University of Phoenix Stadium). Ce titre a désigné le champion universitaire entre 2006 et 2014.
Ce système était sujet à de multiples controverses. Pratiquement chaque année des choix étaient contestés. De plus en plus de spécialistes étaient favorables à un système de séries éliminatoires (playoffs), en ce y compris le président Barack Obama. En 2012, la plus haute autorité des BCS décide l'instauration de playoffs sur la base de 4 équipes à partir de 2015. Le but est d'organiser des demi-finales puis une finale, avec une rotation sur six bowls (Peach Bowl, Cotton Bowl, Fiesta Bowl, Orange Bowl, Rose Bowl et Sugar Bowl). Le mini tournoi pour la désignation du titre est appelé le College Football Playoff. L'instauration des playoffs mettra fin au système du BCS à partir de la saison 2015.

## L'avenir
En 2012, le BCS se pencha sérieusement sur le format que prendrait la saison 2014 et hésitait entre créer un système de playoffs avec deux demi-finales entre les quatre meilleures équipes de la saison régulière ou sélectionner les deux finalistes pour la finale nationale après avoir établi un classement prenant en compte les matchs de la saison régulière et les bowls d'après-saison. Ces deux systèmes ajoutaient dès lors une étape avant la grande finale.
Le 26 juin 2012, le BCS, via la voix du président de son Comité de Surveillance, choisi le système de playoffs. Un comité de sélection déterminera les quatre équipes qui participeront à ces playoffs. Les demi-finales seront jouées lors des bowls déjà existants soit la veille du nouvel-an, soit le jour de l'an.
La finale (College Football Championship Game) sera jouée approximativement 6 à 10 jours plus tard, sur un site neutre sélectionné selon un système d'appel d'offres.
Le nouveau format appelé College Football Playoff, sera effectif à partir de la saison 2014-15 jusqu'à la saison 2025-26.
Le 8 janvier 2013, le BCS annonça que les demi-finales de la saison 2014-2015 se joueraient le 1er janvier 2015 à Pasadena, Californie (lors du Rose Bowl) et à La Nouvelle-Orléans en Louisiane (lors du Sugar Bowl). La finale se déroulera le lundi 12 janvier 2015 en soirée au AT&T Stadium, Arlington au Texas.
L'ordre des rotations pour les demi-finales a également été annoncé à cette occasion (après 3 ans le cycle recommence) : 
- Année 1 : Rose et Sugar Bowl
- Année 2 : Orange et Cotton Bowl
- Année 3 : Fiesta et Peach Bowl

## Le trophée
Le nom officiel du trophée est l'AFCA National Championship Trophy (également appelé le Coaches' Trophy) lequel est délivré par l'American Football Coaches Association.
Il fut décerné pour la première fois au terme de la saison 1986 au champion national de la Division 1 FBS de la NCAA, celui-ci étant déterminé par le classement final du Coaches' poll.
Depuis la saison 1992 et jusqu'au terme de la saison 2005, le trophée sera décerné aux gagnants du Bowl Championship Series.
À partir de la saison 2006 et jusqu'au terme de la saison 2013, il est décerné au gagnant du BCS National Championship Game.
Malgré l'instauration du nouveau système de playoffs qui sera utilisé pour déterminer le champion national à partir de la saison 2014, le trophée continuera à être décerné à la meilleure équipe du classement final du Coaches'poll au terme de la saison régulière.
Ce trophée se compose d'un ballon de football en Crystal de Waterford reposant sur une base en bois d'ébène ayant une valeur de plus de 30 000 $. L'équipe gagnante conserve la possession permanente du trophée, un nouveau étant décerné chaque année. La partie supérieure (ballon en crystal) pèse environ 8 livres (3,639 kilos) mais avec son support, le tout pèse environ 45 livres (20,411 kilos). Il a une hauteur globale de 34 pouces (86,36 cm). Le ballon en Crystal est fait à la main par des maîtres artisans de la société Waterford Crystal. Sa confection prend près de 3 mois,.

## Logos et sponsors

### Bowl Championship Series 1998-2005
|  |  |  |  |  |  |  |  |  |
|  |  |  |  |  |  |  |  |  |

### BCS National Championship Game 2006-2014
|  |  |  |  |  |  |  |  |
|  |  |  |  |  |  |  |  |

## Palmarès

### Bowl Championship Series 1998-2005
| Saisons | Dates          | Vainqueurs              | Scores  | Perdants                | Conférences        | Bowl        | Lieux                                                | Affluences |
| ------- | -------------- | ----------------------- | ------- | ----------------------- | ------------------ | ----------- | ---------------------------------------------------- | ---------- |
| 1998    | 4 janvier 1999 | #1 Tennessee (12-0)     | 23-16   | #2 Florida State (11-1) | SEC - ACC          | Fiesta Bowl | Sun Devil Stadium, Tempe (Arizona)                   | 80 470     |
| 1999    | 4 janvier 2000 | #1 Florida State (11-0) | 46-29   | #2 Virginia Tech (11-0) | ACC - Big East     | Sugar Bowl  | Louisiana Superdome, La Nouvelle-Orléans (Louisiane) | 79 280     |
| 2000    | 3 janvier 2001 | #1 Oklahoma (12-0)      | 13-02   | #2 Florida State (11-1) | Big 12 - ACC       | Orange Bowl | Sun Life Stadium, Miami (Floride)                    | 79 835     |
| 2001    | 3 janvier 2002 | #1 Miami (11-0)         | 37-14   | #2 Nebraska (11-1)      | Big East - Big 12  | Rose Bowl   | Rose Bowl, Pasadena (Californie)                     | 93 781     |
| 2002    | 3 janvier 2003 | #2 Ohio State (13-0)    | 31-24 * | #1 Miami (12-0)         | Big Ten - Big East | Fiesta Bowl | Sun Devil Stadium, Tempe (Arizona)                   | 77 502     |
| 2003    | 4 janvier 2004 | #2 LSU (12-1)           | 21-14   | #1 Oklahoma (12-1)      | SEC - Big 12       | Sugar Bowl  | Louisiana Superdome, La Nouvelle-Orléans (Louisiane) | 79 342     |
| 2004    | 4 janvier 2005 | #1 USC (12-0) †         | 55-19   | #2 Oklahoma (12-0)      | Pac 10 - Big 12    | Orange Bowl | Sun Life Stadium, Miami (Floride)                    | 77 912     |
| 2005    | 4 janvier 2006 | #2 Texas (12-0)         | 41-38   | #1 USC (12-0)           | Big 12 - Pac 10    | Rose Bowl   | Rose Bowl, Pasadena (Californie)                     | 93 986     |

Notes:

* 2002 : après deux prolongations.

† 2004 : USC est destitué de son titre après des sanctions de la NCAA, le titre 2004 reste vacant.

### BCS National Championship Game 2006-2014
| Saisons | Dates           | Vainqueurs              | Scores | Perdants             | Conférences   | Lieux                                                | Affluences |
| ------- | --------------- | ----------------------- | ------ | -------------------- | ------------- | ---------------------------------------------------- | ---------- |
| 2006    | 8 janvier 2007  | #2 Florida (12-1)       | 41-14  | #1 Ohio State (12-0) | SEC - Big Ten | University of Phoenix Stadium, Glendale (Arizona)    | 74 628     |
| 2007    | 7 janvier 2008  | #2 LSU (11-2)           | 38-24  | #1 Ohio State (11-1) | SEC - Big Ten | Louisiana Superdome, La Nouvelle-Orléans (Louisiane) | 79 651     |
| 2008    | 8 janvier 2009  | #2 Florida (12-1)       | 24-14  | #1 Oklahoma (12-1)   | SEC - Big 12  | Sun Life Stadium, Miami (Floride)                    | 78 468     |
| 2009    | 7 janvier 2010  | #1 Alabama (13-0)       | 37-21  | #2 Texas (12-1)      | SEC - Big 12  | Rose Bowl, Pasadena (Californie)                     | 94 906     |
| 2010    | 10 janvier 2011 | #1 Auburn (12-0)        | 22-19  | #2 Oregon (12-1)     | SEC - Pac 10  | University of Phoenix Stadium, Glendale (Arizona)    | 78 603     |
| 2011    | 9 janvier 2012  | #2 Alabama (11-1)       | 21-00  | #1 LSU (12-1)        | SEC - SEC     | Louisiana Superdome, La Nouvelle-Orléans (Louisiane) | 78 237     |
| 2012    | 7 janvier 2013  | #2 Alabama (12-1)       | 42-14  | #1 Notre Dame (12-1) | SEC - Ind     | Sun Life Stadium, Miami (Floride)                    | 80 120     |
| 2013    | 6 janvier 2014  | #1 Florida State (13-0) | 34-31  | #2 Auburn (12-1)     | ACC - SEC     | Rose Bowl, Pasadena (Californie)                     | 94 208     |

## Statistiques par équipes
| Équipes       | Apparitions | Gagnés | Perdus | % Victoires | Saisons des titres |
| ------------- | ----------- | ------ | ------ | ----------- | ------------------ |
| Florida State | 4           | 2      | 2      | .500        | 1999, 2013         |
| Oklahoma      | 4           | 1      | 3      | .250        | 2000               |
| Alabama       | 3           | 3      | 0      | 1.000       | 2009, 2011, 2012   |
| LSU           | 3           | 2      | 1      | .666        | 2003, 2007         |
| Ohio State    | 3           | 1      | 2      | .333        | 2002               |
| Florida       | 2           | 2      | 0      | 1.000       | 2006, 2008         |
| Auburn        | 2           | 1      | 1      | .500        | 2010               |
| Miami (FL)    | 2           | 1      | 1      | 500         | 2001               |
| Texas         | 2           | 1      | 1      | .500        | 2005               |
| USC           | 2           | 1 †    | 1      | 0.000       | 2004               |
| Tennessee     | 1           | 1      | 0      | 1.000       | 1998               |
| Nebraska      | 1           | 0      | 1      | 0.000       | -                  |
| Notre Dame    | 1           | 0      | 1      | 0.000       | -                  |
| Oregon        | 1           | 0      | 1      | 0.000       | -                  |
| Virginia Tech | 1           | 0      | 1      | 0.000       | -                  |

† USC a été démis de son titre par la NCAA - il n'y a pas eu de titre de champion décerné lors de l'Orange Bowl de 2005.

## Statistiques par conférences
| Conférences | Gagnés | Perdus | Équipes gagnantes                                     | Équipes perdantes              |
| ----------- | ------ | ------ | ----------------------------------------------------- | ------------------------------ |
| SEC         | 9 ^    | 2 ~    | Alabama (3)^, Florida (2), LSU (2), Tennessee, Auburn | Auburn, LSU~                   |
| Big 12      | 2      | 5      | Oklahoma, Texas                                       | Oklahoma (3), Nebraska*, Texas |
| ACC         | 2      | 2      | Florida State (2)                                     | Florida State (2)              |
| Big East    | 1      | 2      | Miami (FL)*                                           | Miami (FL)*, Virginia Tech*    |
| Big Ten     | 1      | 2      | Ohio State                                            | Ohio State (2)                 |
| Pac-12      | 1†     | 2      | USC†                                                  | Oregon, USC                    |
| Independent | 0      | 1      |                                                       | Notre Dame                     |

* -  L'AAC est créé le 1er juillet 2013 et était précédemment connue sous la dénomination Big East depuis la saison 1991 jusqu'au 30 juin 2013. Miami (FL) et Virginia Tech quittent la Big East pour l'ACC en 2004. Nebraska part vers la Big Ten en 2011.
~ - La défaite de l'équipe de LSU au BCS de 2012 est due à l'équipe d'Alabama, toutes deux faisant partie de la SEC.
^ - L'équipe d'Alabama gagne le BCS 2012 contre LSU, deux équipes de la SEC.
† - USC a été démis de son titre par la NCAA - il n'y a pas eu de titre de champion décerné lors de l'Orange Bowl de 2005.

## Meilleurs joueurs du Bowl
| Saisons | Joueurs                       | Équipes    | Postes |
| ------- | ----------------------------- | ---------- | ------ |
| 1998-99 | Peerless Price                | Tennessee  | WR     |
| 1998-99 | Dwayne Goodrich               | Tennessee  | CB     |
| 1999-00 | Peter Warrick                 | FSU        | WR     |
| 2000-01 | Torrance Marshall             | Oklahoma   | LB     |
| 2001-02 | Ken Dorsey                    | Miami(Fl)  | QB     |
| 2001-02 | Andre Johnson                 | Miami(Fl)  | WR     |
| 2002-03 | Craig Krenzel                 | Ohio State | QB     |
| 2002-03 | Mike Doss                     | Ohio State | S      |
| 2003-04 | Justin Vincent                | LSU        | RB     |
| 2004-05 | Matt Leinart                  | USC        | QB     |
| 2005-06 | Vince Young (offense)         | Texas      | QB     |
| 2005-06 | Michael Huff (defense)        | Texas      | S      |
| 2006-07 | Chris Leak (offense)          | Florida    | QB     |
| 2006-07 | Derrick Harvey (defense)      | Florida    | DE     |
| 2007-08 | Matt Flynn (offense)          | LSU        | QB     |
| 2007-08 | Ricky Jean-Francois (defense) | LSU        | DE     |
| 2008-09 | Tim Tebow (offense)           | Florida    | QB     |
| 2008-09 | Carlos Dunlap (defense)       | Florida    | DE     |
| 2009-10 | Mark Ingram (offense)         | Alabama    | RB     |
| 2009-10 | Marcell Dareus (defense)      | Alabama    | DE     |
| 2010-11 | Michael Dyer (offense)        | Auburn     | RB     |
| 2010-11 | Nick Fairley (defense)        | Auburn     | DT     |
| 2011-12 | AJ McCarron (offense)         | Alabama    | QB     |
| 2011-12 | Courtney Upshaw (defense)     | Alabama    | LB     |
| 2012-13 | Eddie Lacy (offense)          | Alabama    | RB     |
| 2012-13 | C.J. Mosley (defense)         | Alabama    | LB     |
| 2013-14 | Jameis Winston (offense)      | FSU        | QB     |
| 2013-14 | P.J. Williams (defense)       | FSU        | DB     |

## Match BCS joués par le Heisman Trophy
| Saisons | Joueurs        | Équipes       | Gagné-Perdu | Statistiques                       | Notes                                             |
| ------- | -------------- | ------------- | ----------- | ---------------------------------- | ------------------------------------------------- |
| 2000    | Chris Weinke   | Florida State | P           | 51-25-2 274, 0 TD; 4-7 course      |                                                   |
| 2001    | Eric Crouch    | Nebraska      | P           | 15-5-1 62, 0 TD; 22-114 course     |                                                   |
| 2003    | Jason White    | Oklahoma      | P           | 37-13-2, 102, 0 TD; 7-(-46) course |                                                   |
| 2004    | Matt Leinhart  | USC           | G           | 35-18-0 332, 5 TD; 2-(-11) course  |                                                   |
| 2005    | Reggie Bush    | USC           | P           | 13-82 1 TD; 6-95, 0 TD récept.     | Le trophée fut retiré au joueur d'USC par la NCAA |
| 2006    | Troy Smith     | Ohio State    | P           | 14-4-1, 35, 0 TD; 10-(-29) course  |                                                   |
| 2008    | Sam Bradford   | Oklahoma      | P           | 41-26-2, 256, 2 TD; 2-(-18) course |                                                   |
| 2009    | Mark Ingram    | Alabama       | G           | 22-116, 2 TD                       |                                                   |
| 2010    | Cam Newton     | Auburn        | G           | 34-20-1, 265, 2 TD; 22-64 course   |                                                   |
| 2013    | Jameis Winston | Florida State | G           | 35-20-0, 237, 2 TD; 11-26 course   |                                                   |

## Critiques et controverses
La critique principale envers le BCS National Championship est que le champion de toute une saison est désigné sur un seul match d'après-saison. Les critiques déplorent que les participants au match décisif soient choisis en fonction de sondages (polls), de calculs d'ordinateurs, d'indices de popularité des équipes, de divers préjugés et non en fonction des résultats de matchs joués comme cela prévaut dans d'autres sports majeurs ainsi que dans toutes les autres divisions inférieures de football universitaire où un système de playoffs est mis en place.
Souvent le système du BCS mène à des controverses lorsque plusieurs équipes terminent avec la même fiche (bilan du nombre de victoires et de défaites en saison régulière). Les électeurs du BCS doivent alors départager ces équipes sur des critères informels et pas toujours clairs. La fin de la saison 2010 en est un des meilleurs exemples. Sans fournir de critères objectifs d'évaluation des équipes, le BCS oblige à ses "électeurs" à s'imposer leurs propres normes et critères de départage.
Les exemples de ces controverses sont nombreux dans le BCS National Championship Game : 
- En 2001, l'équipe d'Oregon, seconde du classement AP, fut ignorée au profit de Nebraska malgré la défaite cuisante de cette équipe, 62 à 36, lors du dernier match de saison régulière contre Colorado !
- En 2003, USC ne fut pas admise au BCS Championship Game mais cette équipe termine finalement #1 au classement final de l'AP après avoir battu Michigan lors du Rose Bowl.
- La saison suivante en 2004, Auburn, Boise State et Utah ne furent pas sélectionnées pour la finale nationale (l'Orange Bowl) alors qu'elles étaient toutes invaincues en saison régulière.
- En 2008, Utah ne fut de nouveau pas sélectionnée pour la finale alors qu'elle était la seule équipe à avoir terminé la saison invaincue, finissant seconde au classement AP derrière Florida, cette équipe ayant fini la saison sur 13 victoires et 1 défaite.
- En 2009, cinq équipes terminent la saison régulière invaincues : Alabama, Texas, Cincinnati, TCU, et Boise State. Les électeurs du BCS choisiront les équipes traditionnellement puissantes d'Alabama et de Texas pour jouer la finale nationale arguant qu'elles étaient reprises dans divers classements, #1 et #2.
- À l'issue de la saison 2010, trois équipes (Oregon, Auburn et TCU) finissent invaincues. Bien que TCU affiche de bien meilleures statistiques[8] (la 1re défense, la 14e attaque[9] et la 13e équipe spéciale[10]), ce sont les équipes des conférences dites majeures qui seront choisies pour jouer la finale de 2011, Oregon de la PAC-12 et Auburn de la SEC, le BCS invoquant que TCU faisait partie de la MWC, perçue comme une conférence moins forte et ayant de ce fait un calendrier plus facile. Ils ne prirent pas en compte que TCU était invaincue deux saisons de suite en 2009 et 2010, ne perdant que lors du Fiesta Bowl de 2010[11]. Les commentaires du président de l'université d'Ohio State, Dr. Gordon Gee, ajoutèrent à la controverse lorsqu'il déclara que les équipes rencontrant « les petites sœurs des pauvres » plutôt que les équipes de la « lignée des meurtriers » (équipes des "conférences majeures") ne méritaient pas d'entrer en ligne de compte pour la finale nationale. Il se rétracta finalement et s'excusa après que TCU eut battu Wisconsin au Rose Bowl de 2011, Wisconsin ayant auparavant battu sèchement Ohio State au cours de la saison régulière.

Beaucoup de contestataires auraient préféré un tournoi sous forme de championnat avec 8 à 16 équipes, système similaire à ce qui se passe dans les championnats NCAA de Div. 1-AA (FCS), de Div. II et de Div. III. D'autres étaient plus en faveur d'une super finale opposant les vainqueurs de deux premiers matchs BCS entre les quatre équipes les mieux classées à l'issue de la saison régulière. La SEC et l'ACC appuyèrent récemment cette seconde option. Le 24 juin 2009, le BCS rejetait une proposition de la MWC consistant en un système de playoffs à 8 équipes. On sait la décision qui fut prise finalement (voir la rubrique « L'avenir »).
En 2009, la NCAA décida que l'ancien running back d'USC, Reggie Bush, était rétroactivement inéligible pour la finale BCS 2005 de l'Orange Bowl joué contre Oklahoma parce qu'il avait reçu plusieurs primes illégales. La NCAA rejeta tous les appels introduits contre les sanctions prises à l'encontre d'USC (y compris la sanction prise contre Reggie Bush et l'interdiction de 2 ans de participation de l'équipe à un bowl)
Le 6 juin 2011, USC fut donc la première équipe à perdre son titre national à la suite des sanctions prises à son encontre par la NCAA. De facto, il n'y a pas de champion officiel en 2004. De plus, le BCS annulera rétroactivement aussi la participation de USC au Rose Bowl de 2006, l’effaçant officiellement de ses tablettes.